# Elchasaieten
De Elchasaieten waren een arameestalige baptistische groepering van christelijke joden. Hun woongebied was het noorden van Mesopotamië. Er waren in de eerste eeuwen van het christendom meer van dergelijke groeperingen in het Midden-Oosten en binnen het vroegchristelijk jodendom.  Dit soort groeperingen voerde dagelijks wassingen uit van hun lichaam en voedsel, hield zich streng aan de voorschriften van de sjabbat maar beschouwde Jezus ook als hun verlosser. De Elchasaieten is een van de bekendste van die groepen. Zij worden beschreven in geschriften van Hippolytus van Rome (omstreeks 170 - omstreeks 235), Origenes (ca. 185 – 253) en Epiphanius van Salamis (ca.315- 403).

## Het boek van Elchesai
Hyppolytus meldt dat omstreeks 220 een aantal missionarissen in Rome arriveerde. Hun leider was Alcibiades van Apamea. Het betrof duidelijk joodse christenen. Zij riepen de christenen in Rome op zich te laten besnijden en zich aan de wet van Mozes te houden. Alciabiades en zijn volgelingen stelden te beschikken over een boek dat door een engel was geopenbaard aan een zekere Elchesai, die zij als de stichter van hun geloofsovertuiging beschouwden. Origenes meldt dat ongeveer dertig jaar later  missionarissen van de zelfde groepering op diverse plaatsen in Palestina verschenen. Origenes benoemde de groepering als Helkesaieten. Ook Origenes en Epiphanius beschrijven het openbaringsboek. Uit die bronnen is te reconstrueren in welke omstandigheden het boek moet zijn geschreven.
Het boek moet in het Aramees door een onbekende auteur zijn geschreven in het laatste jaar van de oorlog van keizer Trajanus met het Parthische rijk (114-117). In de  opstand van de Parthen speelden joden in Mesopotamië een belangrijke rol. Die opstand viel ook samen met andere joodse opstanden in het Romeinse Rijk die wel aangeduid worden als de Kitosoorlog. De opstand in Mesopotamië werd door de Romeinse generaal Lusius Quietus (Kitos) op wrede wijze onderdrukt en de represailles betroffen vooral joden.
Het boek moet zijn geschreven als troost en bemoediging voor de joden die de oorlog hadden overleefd alsmede hen te waarschuwen voor een aantal apocalyptische gebeurtenissen die binnenkort zouden plaatsvinden. Een engel met de naam Elchesai (Verborgen Macht) had aan de auteur van het boek geopenbaard dat binnen drie jaar een grote oorlog zou plaatsvinden tussen de volkerenengelen van de goddeloze machten. De engel had gigantische afmetingen. Hij was ruim 160 kilometer hoog; zijn voetafdruk bedroeg ruim twintig kilometer. De engel werd vergezeld van een vrouwelijke engel met identieke afmetingen die de naam Heilige Geest had.
De engel had ook laten weten welke handelingen er door joden moesten worden verricht om op de Dag des oordeels het eeuwige leven te verkrijgen. Zij moesten tegenover een aantal niet menselijke getuigen, zoals de hemel, het water, het zout en de aarde verklaren niet meer te zondigen. De engel zou dan op de dag van het oordeel in hun voordeel spreken.
De Aramese tekst werd spoedig vertaald in het Grieks. In die versie is het gedeelte over de apocalyptische gebeurtenissen vervangen door een astrologische waarschuwing tegen de oorlogsgod Mars. Het boek werd in de Griekse versie nog steeds benoemd met de Aramese naam Elchesai. Voor Griekstalige lezers ging daarmee echter het verband tussen de titel van het boek en de naam van de engel verloren. Na enige tijd was de mening ontstaan dat Elchesai de naam van de ontvanger van de openbaring moest zijn geweest.
Het was ook op basis van de Griekse tekst dat de missionarissen in Rome en Palestina hun prediking verrichtten. Zij predikten dat christenen die na hun doop nog een zware zonde hadden begaan een plechtige belofte om niet meer te zondigen moesten afleggen aan de in het boek vermelde niet menselijke getuigen. Zij zouden dan vergeving van hun zonden verkrijgen en opnieuw gedoopt worden.
Hyppolytus meldt in zijn rapport ook nog enkele ander uitgedragen overtuigingen. Die betreffen dan de maagdelijke geboorte van Jezus Christus en het geloof in herhaalde reïncarnaties van Christus. Er is echter met geen enkele zekerheid iets te zeggen of deze twee overtuigingen in het boek voorkwamen. Het is  heel goed mogelijk, dat die in het Syrisch joods-christelijk milieu van Alcibiades zelf zijn ontstaan.

## Relatie met de tekst van de Keulse Mani-Codex
De Keulse Mani-Codex is een codex met een Griekse tekst over de jeugd en de eerste missieactiviteiten van  Mani, de stichter van het manicheïsme. De Griekse tekst is eind vierde of begin vijfde eeuw geschreven. Op het vakgebied wordt de aanname gehanteerd, dat dit een vertaling is van een oorspronkelijk in het Oost-Aramees geschreven tekst. Die tekst zou dan geschreven zijn in het begin van de vierde eeuw op basis van onbekend bronmateriaal dat uit de derde eeuw dateert. 
De stichter en profeet van de groepering waar Mani zijn jeugd doorbracht wordt in de Griekse tekst aangeduid met de naam Elxai. Uit de tekst van de codex wordt duidelijk, dat het hier eveneens om een joods-christelijke baptistische groepering handelt, die eveneens in herhaalde reïncarnaties van Christus geloofde. Op het vakgebied heeft dat bij een aantal auteurs geleid tot de aanname dat de naam Elxai geïdentificeerd kan worden met die van Elchesai. Die auteurs stellen dan ook dat de groepering waar Mani opgroeide de Elchasaieten waren. 
Die conclusie is op het vakgebied omstreden. De jeugd van Mani bij joods-christelijke baptistische groeperingen wordt algemeen aanvaard. Andere auteurs zijn echter van opvatting, dat de identificatie tussen Elxai en Elchesai te gemakkelijk is aanvaard. Die auteurs zijn ook van opvatting, dat de beschreven geloofsovertuiging van bijvoorbeeld herhaalde reïncarnaties van Christus ook ontleend zou kunnen zijn aan andere joods - christelijke milieus. Daarbij wordt  gedacht aan bijvoorbeeld het milieu waar ook de pseudo-Clementijnse literatuur ontstond. 